# مایک اومالی
مایک اومالی (انگلیسی: Mike O'Malley؛ زاده ۳۱ اکتبر ۱۹۶۶) یک هنرپیشه اهل ایالات متحده آمریکا است. وی از سال ۱۹۹۱ میلادی تاکنون مشغول فعالیت بوده‌است.

## فیلم‌شناسی
از فیلم‌ها یا برنامه‌های تلویزیونی که وی در آن نقش داشته است می‌توان به بخور، عبادت کن، عشق بورز، ملاقات دیو، چپاندن قوطی‌حلبی، ۳ گیزرز!، ۳ روز با پدر، در برادوی و آر.آی.پی.دی اشاره کرد.